# Lobelia laxa
Lobelia laxa là loài thực vật có hoa trong họ Hoa chuông. Loài này được MacOwan mô tả khoa học đầu tiên năm 1890.